# Чокылтяны
Чокылтяны (рум. Ciocîlteni) — село в Оргеевском районе Молдавии. Является административным центром коммуны Чокылтяны, включающей также сёла Новое Клишово и Фёдоровка.

## История
Согласно спискам населенных мест Бессарабской губернии за 1859 год, «Чоколтены» — резешское село при реке Реут в 165 дворов. Население составляло 803 человека (400 мужчин, 403 женщины). Село входило в состав Оргеевского уезда Бессарабской губернии. Имелась одна православная церковь и почтовая станция.
По данным справочника «Волости и важнейшие селения Европейской России» за 1886 год, Чеколтены — село бывшее царанское с 223 дворами и 814 жителями, административный центр Чеколтенской волости Оргеевского уезда.

## География
Село расположено на высоте 37 метров над уровнем моря.

## Население
По данным переписи населения 2004 года, в селе Чокылтень проживает 2287 человек (1100 мужчин, 1187 женщин).
Этнический состав села:
| Национальность | Число жителей | Процентный состав |
| -------------- | ------------- | ----------------- |
| молдаване      | 1949          | 85,22             |
| румыны         | 286           | 12,51             |
| цыгане         | 28            | 1,22              |
| русские        | 17            | 0,74              |
| украинцы       | 6             | 0,26              |
| гагаузы        | 1             | 0,04              |
| Всего          | 2287          | 100 %             |